# Paulo Vanzolini
Paulo Emilio Vanzolini (25. dubna 1924 São Paulo – 28. dubna 2013 São Paulo) byl brazilský zoolog a hudební skladatel.
Vystudoval medicínu na Univerzita São Paulo a získal doktorát biologie na Harvardově univerzitě. Věnoval se herpetologii, při výzkumu fauny Amazonie formuloval teorii útočiště. V letech 1963 až 1993 byl ředitelem univerzitního zoologického muzea. Byl členem Brazilské akademie věd. Je po něm pojmenován kotul Vanzoliniův, pralesnička Vanzoliniova a listovnice Vanzoliniova.
Byl také významným skladatelem samby. Je autorem písní „Ronda, „Volta por Cima“, „Boca da Noite“. Vyšly na albu Onze Sambas e Uma Capoeira, kde zpívá mj. Chico Buarque. Také vydal sbírku básní Lira. Ricardo Dias o něm natočil dokumentární film Un Homem de Moral.